# Brick Game
Brick Game znany także jako Tetris oraz 9999 in 1 – przenośna konsola do gier stworzona w Chinach w 1989 roku przez Shenzhen Xinfeilong Electronic Factory a później produkowana bez licencji przez wiele innych przedsiębiorstw.
Grafika stosowana przez konsolę przypomina technologię podobną do starszego Game & Watcha. Każde urządzenie posiada kilka wbudowanych gier, różniących się w zależności od modelu i będących kopiami już istniejących. Najczęściej powtarzające się to Tetris, Wyścigi (klon Road Fighter), Czołgi (klon Battle City), Wąż, Arkanoid czy Space Invaders .
W latach 90. i 2000., warianty tej konsoli zostały wydane w praktycznie każdym regionie na świecie pod wieloma różnymi nazwami, zdobywając ogromną popularność dzięki bardzo niskiej cenie, konkurencyjnej do innych urządzeń przenośnych między innymi Game Boya od Nintendo. W Polsce oraz innych krajach bloku wschodniego ich popularność rozpoczęła się w 1992 roku, gdy zaczęły wypierać serię IM produkowaną przez lokalną spółkę Electronika oraz przenośne urządzenia LCD z dalekiego wschodu znane jako gry elektroniczne. Kolejne modele konsoli Brick Game są produkowane od 1989.